# 心齋橋站
心齋橋站（日语：／ Shinsaibashi eki */?）是位於日本大阪府大阪市中央區心齋橋筋，屬於大阪市高速電氣軌道（大阪地下鐵）的鐵路車站。御堂筋線與長堀鶴見綠地線皆在本站停靠，並可在閘內前往四橋站轉乘四橋線。御堂筋線的車站編號是M19，長堀鶴見綠地線的車站編號則是N15。

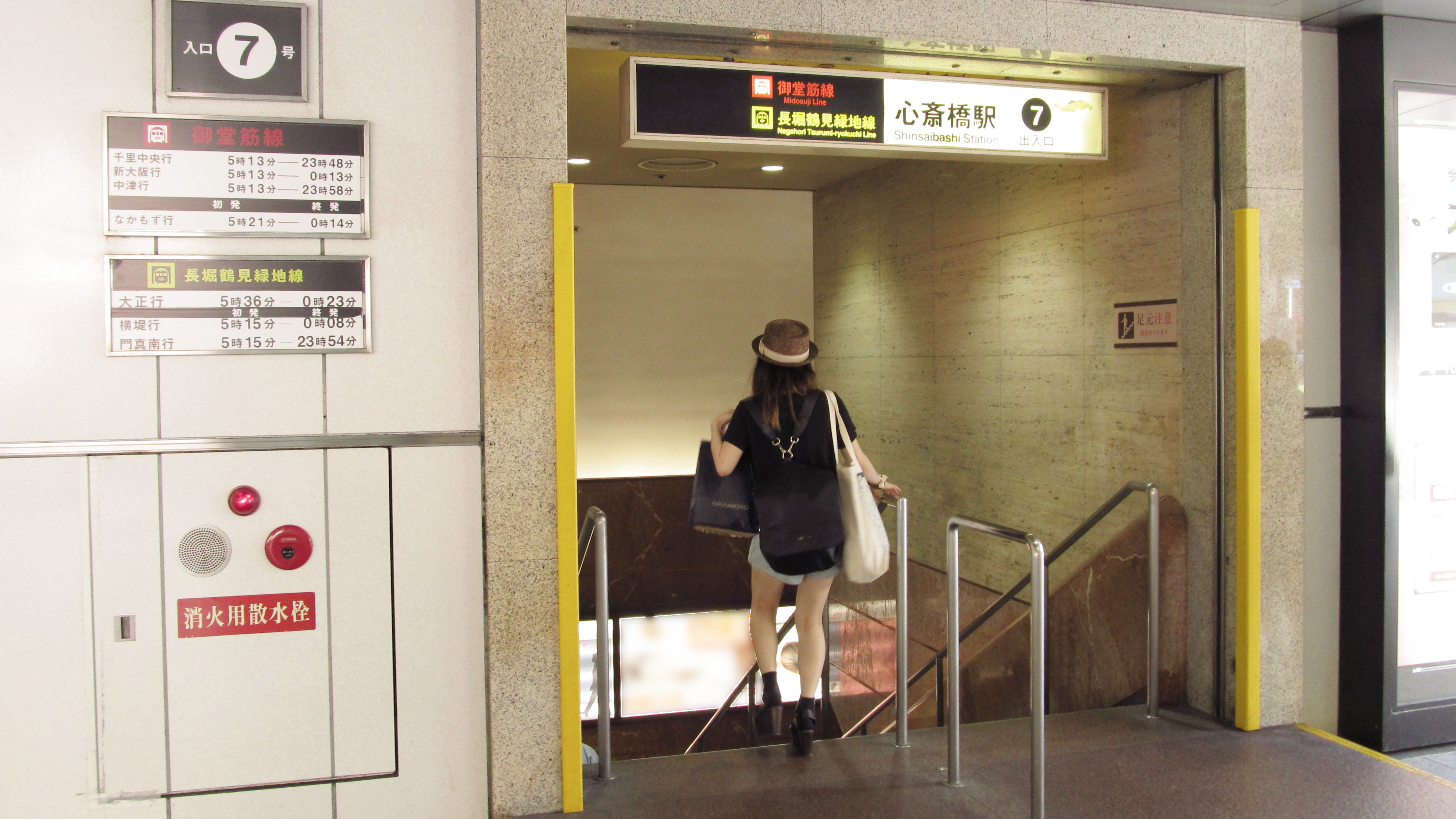
7號出入口(2014年7月)

## 歷史
- 1933年（昭和8年）5月20日 1號線（現在的御堂筋線）之梅田（假）～心齋橋間開通時，為同線終着站開業。
- 1935年（昭和10年）10月30日 1號線的難波站延伸，成為中途站。
- 1996年（平成8年）12月11日 長堀鶴見綠地線（舊，鶴見綠地線）向京橋站向本站延伸，成轉乘站。同時四橋線四橋站直結。
- 1997年（平成9年）8月29日 長堀鶴見綠地線向大正站延伸，成為中途站。

## 構造

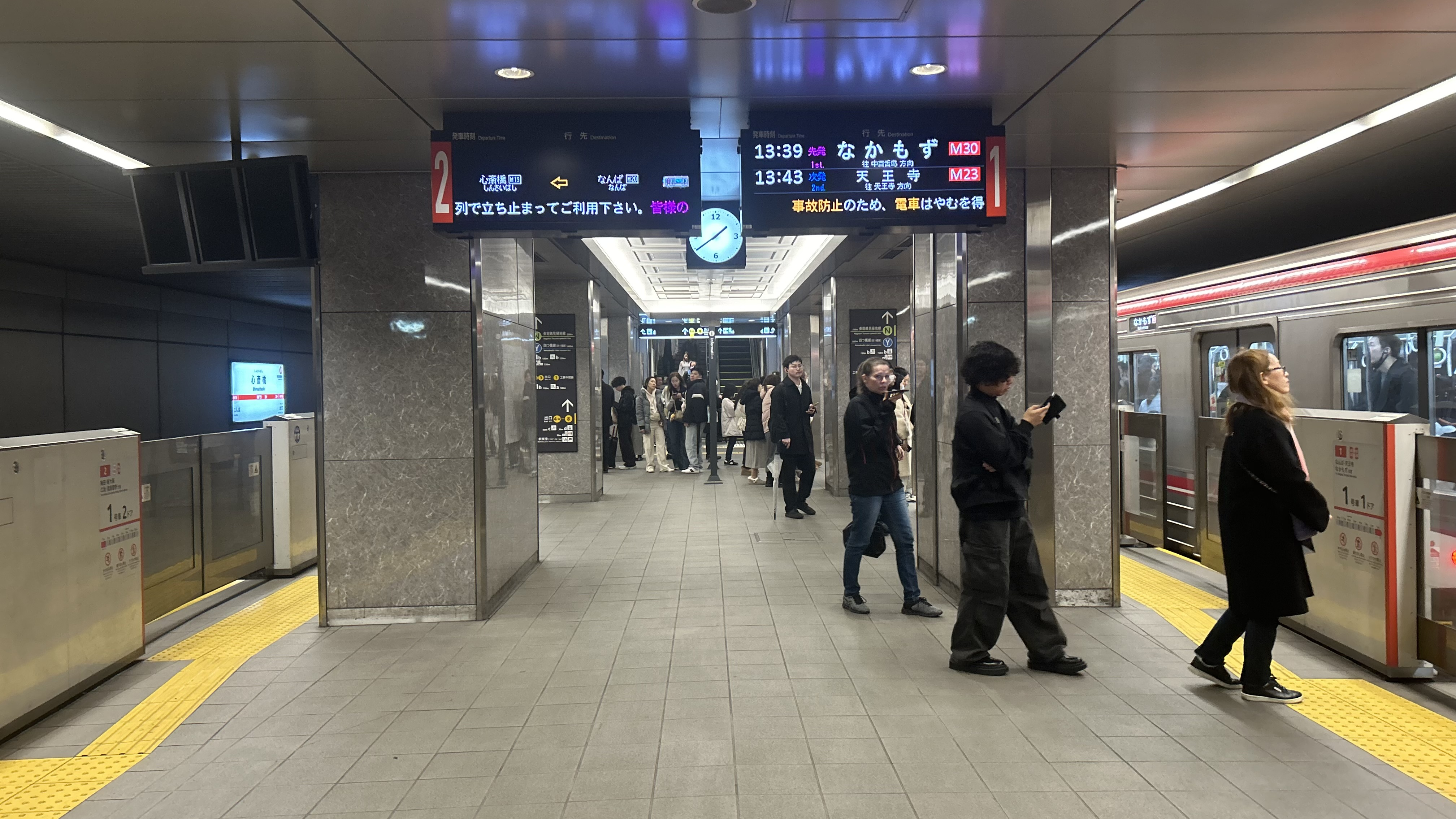
御堂筋線月台(2025年3月)

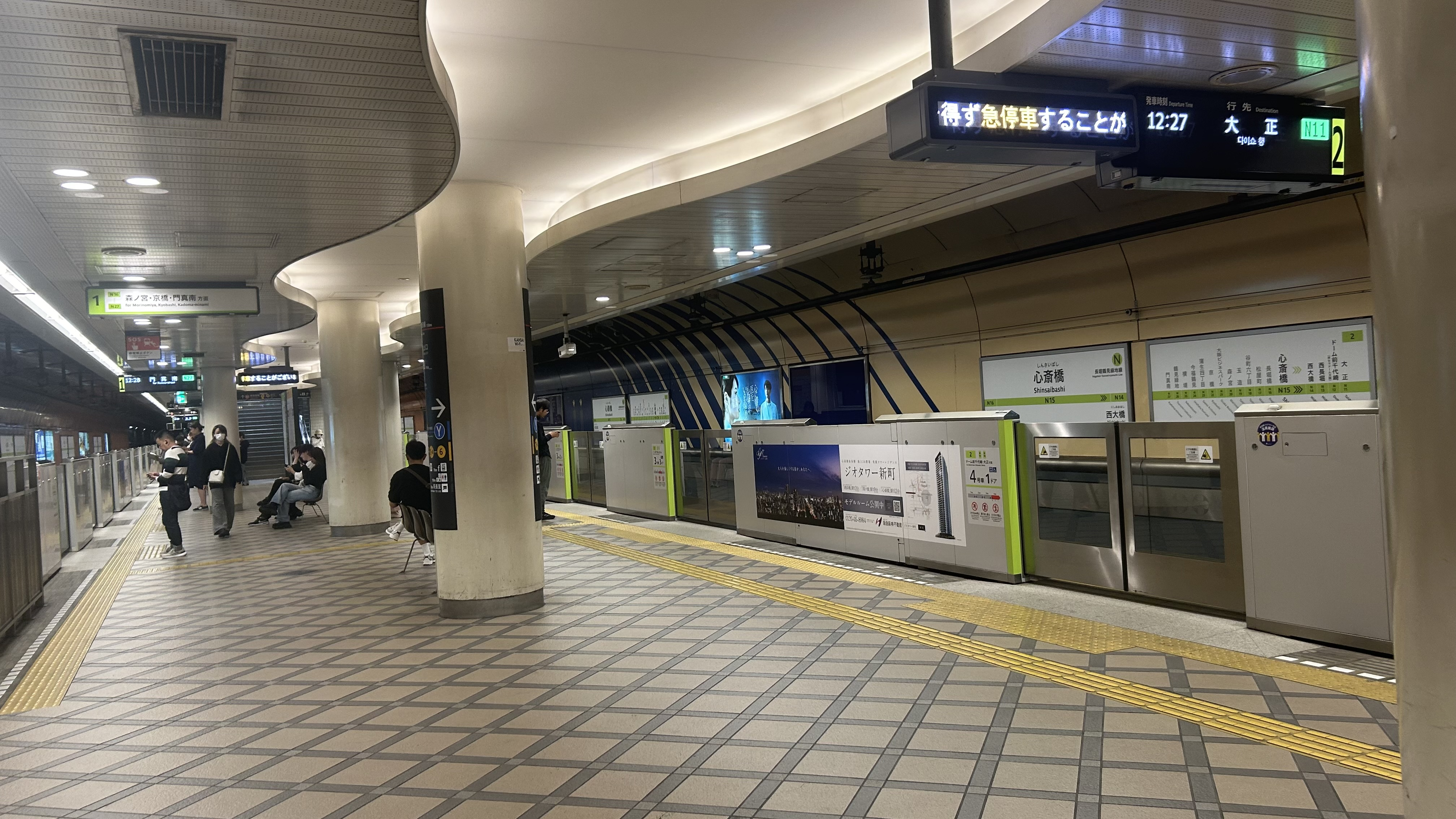
長堀鶴見綠地線月台

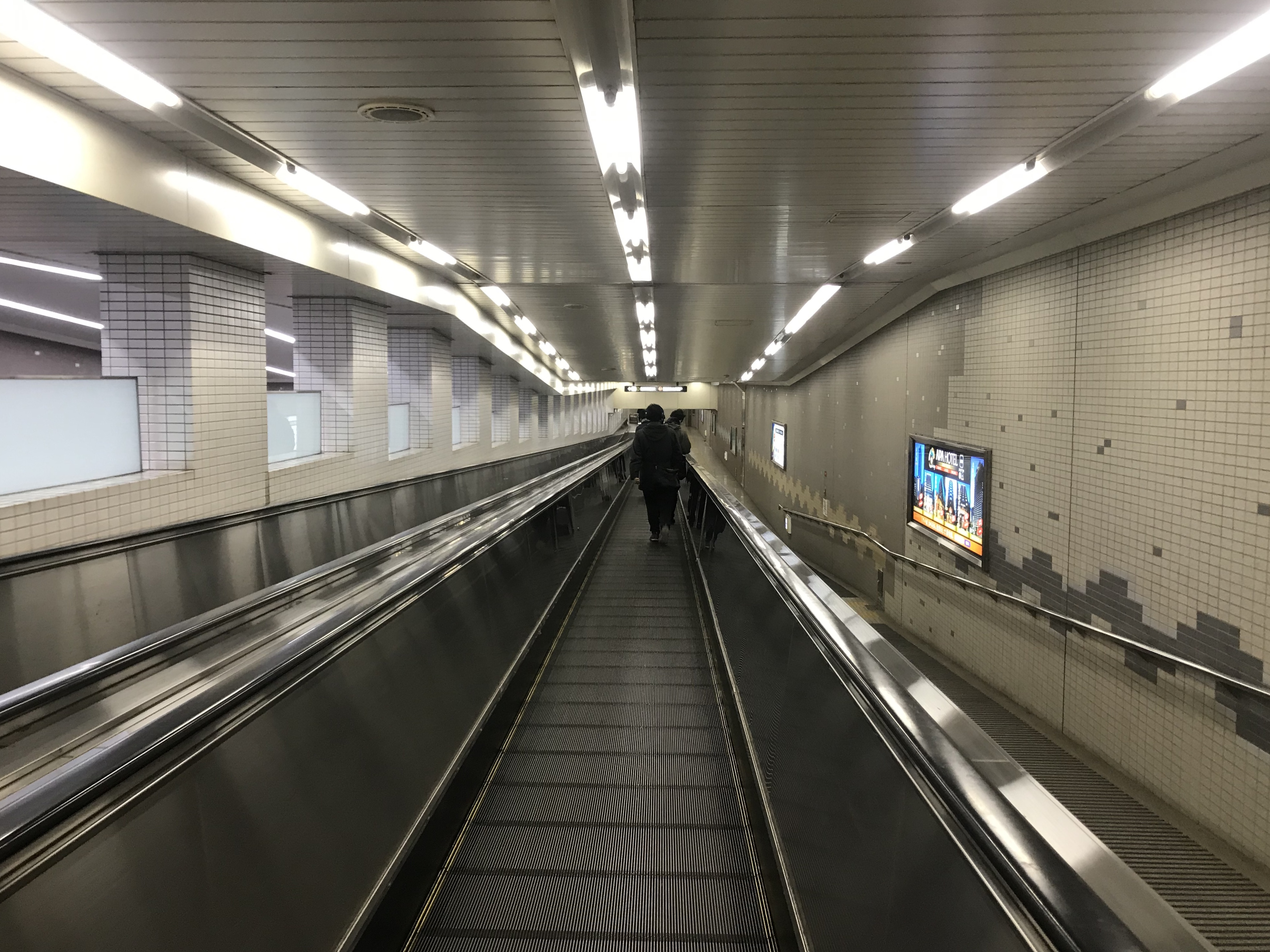
長堀鶴見綠地線月台至四橋站的自動步道(2019年1月)

本站為兩線各有1座島式月台2路線的地下車站。

### 月台配置
| 月台               | 路線           | 目的地                             |              |
| 御堂筋線月台       | 御堂筋線月台   | 御堂筋線月台                       | 御堂筋線月台 |
| ------------------ | -------------- | ---------------------------------- | ------------ |
| 1                  | 御堂筋線       | 難波、天王寺、我孫子、中百舌鳥方向 |              |
| 2                  | 御堂筋線       | 梅田、新大阪、江坂、箕面萱野方向   |              |
| 長堀鶴見綠地線月台 |                |                                    |              |
| 1                  | 長堀鶴見綠地線 | 京橋、門真南方向                   |              |
| 2                  | 長堀鶴見綠地線 | 大正方向                           |              |

## 利用狀況
2018年11月13日1日上下車人次為180,531人（上車人次：87,060人，下車人次：93,471人）。此數值包括視為同一站的四橋站。
大阪市高速電氣軌道全部107個車站當中排行第6位，御堂筋線次於梅田站、難波站、天王寺站、本町站、淀屋橋站。另外，上述車站皆位於同線。長堀鶴見綠地線最多。
| 年度               | 調查日   | 上車人次 | 下車人次 | 上下車人次 |
| ------------------ | -------- | -------- | -------- | ---------- |
| 1990年（平成02年） | 11月06日 | 108,722  | 117,252  | 225,974    |
| 1995年（平成07年） | 2月15日  | 97,310   | 113,277  | 210,587    |
| 1998年（平成10年） | 11月10日 | 100,853  | 106,104  | 206,957    |
| 2007年（平成19年） | 11月13日 | 97,191   | 102,842  | 200,033    |
| 2008年（平成20年） | 11月11日 | 95,244   | 100,110  | 195,344    |
| 2009年（平成21年） | 11月10日 | 88,940   | 91,636   | 180,576    |
| 2010年（平成22年） | 11月09日 | 86,703   | 91,292   | 177,995    |
| 2011年（平成23年） | 11月08日 | 82,209   | 87,169   | 169,378    |
| 2012年（平成24年） | 11月13日 | 85,391   | 89,692   | 175,083    |
| 2013年（平成25年） | 11月19日 | 85,086   | 89,772   | 174,858    |
| 2014年（平成26年） | 11月11日 | 85,890   | 91,692   | 177,582    |
| 2015年（平成27年） | 11月17日 | 90,897   | 95,081   | 185,978    |
| 2016年（平成28年） | 11月08日 | 85,191   | 89,908   | 175,099    |
| 2017年（平成29年） | 11月14日 | 86,003   | 94,180   | 180,183    |
| 2018年（平成30年） | 11月13日 | 87,060   | 93,471   | 180,531    |

## 巴士路線
全為大阪市營巴士。

### 「心齋橋筋一丁目」停留所

#### 南行停留所
- 84･85･103A號系統　難波 行
- 103號系統　難波、四橋筋經由　大阪站前 行
  - 心齋橋筋一丁目 - 難波 - 四橋 - 肥後橋 - 大阪站前

### 「四橋」停留所

#### 西行停留所
- 84號系統　辨天町巴士總站 行
  - 四橋 - 地下鐵西長堀 - 本田一丁目 - 辨天埠頭 - 辨天町巴士總站

#### 東行停留所
- - 84號系統　難波 行
    - 四橋 - 心齋橋筋一丁目 - 道頓堀橋 - 難波

  - 85號系統　玉造経由　杭全 行
    - 四橋 - 佐野屋橋 - 玉造 - 地下鐵今里 - 杭全

#### 北行停留所
- - 103、103A號系統　肥後橋經由　大阪站前 行
    - 四橋 - 信濃橋 - 肥後橋 - 大阪站前

## 相鄰車站
大阪市高速電氣軌道（大阪地下鐵）
 御堂筋線
本町（M18）－心齋橋（M19）－難波（M20）
 長堀鶴見綠地線
西大橋（N14）－心齋橋（N15）－長堀橋（N16）

## 外部連結
- 車站Guide：心齋橋（御堂筋線） - Osaka Metro（日語）
- 車站Guide：心齋橋（長堀鶴見綠地線） - Osaka Metro（日語）
- 車站Guide：心齋橋（四橋線） - Osaka Metro（日語）